# Углова, Любовь Николаевна
Любовь Николаевна Углова (20 августа 1904 — 30 июня 1983) — передовик советского сельского хозяйства, бригадир колхоза «Победа» Овинищенского района Калининской области, Герой Социалистического Труда (1948).

## Биография
Родилась в 1904 году в Тверской губернии в крестьянской семье. Русская.
После окончания начальной школы, уехала в город где поступила и обучилась в педагогическом училище. После приехала в родное село и стала преподавать в школе. 
С началом войны помимо работы учителя стала трудиться в полеводческой бригаде местного колхоза "Победа". В 1942 году ей доверили возглавить полеводческую бригаду, она изучала передовой опыт и не боялась экспериментировать. Активно применяла глубокую вспашку, весеннюю подкормку и искусственное опыление озимой ржи. 
По итогам работы за 1947 год её бригада получила 31,56 центнера ржи с гектара на площади 20,17 гектаров.  
Указом Президиума Верховного Совета СССР от 10 апреля 1948 года за получение высоких урожаев ржи, волокна льна-долгунца и семян Любови Николевне Угловой было присвоено звание Героя Социалистического Труда с вручением ордена Ленина и медали «Серп и Молот».
В последующие годы бригада продолжала получать высокие урожаи, были неоднократными участниками выставки всенародного хозяйства. 
Трижды избиралась депутатом Калининского областного Совета депутатов, два года проработала в райисполкоме.
Умерла 30 июня 1983 года. Похоронена на местном кладбище.

## Награды
- золотая звезда «Серп и Молот» (10.04.1948)
- орден Ленина (10.04.1948)
- другие медали.